# Wama (Niger)
Wama (auch: Ouama) ist ein Dorf in der Landgemeinde Dargol in Niger.

## Geographie
Das von einem traditionellen Ortsvorsteher (chef traditionnel) geleitete Dorf befindet sich rund zehn Kilometer nordwestlich des Hauptorts Dargol der gleichnamigen Landgemeinde, die zum Departement Gothèye in der Region Tillabéri gehört. Zu weiteren Siedlungen in der Umgebung von Wama zählen Komabangou im Nordwesten, Inamakan im Nordosten, Yalalé im Osten, Kossogo und Koulbaga im Süden, Garbougna, Bandio und Boura im Südwesten sowie Firo Koira im Westen.
Das Dorf ist Teil der Übergangszone zwischen Sahel und Sudan. Die durchschnittliche jährliche Niederschlagsmenge beträgt hier zwischen 400 und 500 mm. Nördlich von Wama erhebt sich der 290 m hohe Hügel Gorga Folia.

## Bevölkerung
Bei der Volkszählung 2012 hatte Wama 1654 Einwohner, die in 184 Haushalten lebten. Bei der Volkszählung 2001 betrug die Einwohnerzahl 1249 in 153 Haushalten und bei der Volkszählung 1988 belief sich die Einwohnerzahl auf 5086 in 588 Haushalten.

## Wirtschaft und Infrastruktur
Im Dorf wird ein Wochenmarkt abgehalten. Der Markttag ist Freitag. Mit einem Centre de Santé Intégré (CSI) ist ein Gesundheitszentrum im Ort vorhanden. Es gibt eine Schule. Diese war in den 1970er Jahren an einem groß angelegten Schulfernsehen-Projekt beteiligt, aus dem das erste nationale Fernsehprogramm der staatlichen Rundfunkanstalt ORTN hervorging.